# Conescharellina biarmata
Conescharellina biarmata is een mosdiertjessoort uit de familie van de Conescharellinidae. De wetenschappelijke naam van de soort is, als Bipora biarmata, voor het eerst geldig gepubliceerd in 1909 door Maplestone.